# Хана Манчини
Хана Манчини (на английски: Hannah Mancini) е американска певица, която понастоящем живее и работи в Словения, след като се омъжва за словенец.

## Кариера
През 2011 г. Манчини, Силвейн и Майк Вейл взимат участие в словенската национална селекция за избор на песен за „Евровизия“ с песента „Ti si tisti“ („Именно ти“). Песента не стига до финала, но става национален хит. Хана Манчини е избрана да представи Словения на „Евровизия 2013“ чрез вътрешна селекция. Няколко години е солистка на групата Xecutifz.
Работила е по саундтракове за филми на Дисни и е имала възможността да се срещне с едни от най-добрите текстописци в музикалната индустрия – Тод Чапман и Лари Клайн. Пяла е в Radio City Music Hall, Universal Amphitheatre и в „Шоуто на Джей Лено“.

## Личен живот
Омъжена е за Грег Юркович и има дъщеря на име Астрид.